# Библиографическое обслуживание
Библиографическое обслуживание — это процесс доведения библиографической информации до потребителя .

## Виды
Виды:
1. справочно-библиографическое обслуживание ;
2. библиографическое информирование потребителей;
3. рекомендательное библиографическое обслуживание.

Справочно-библиографическое обслуживание — библиографическое обслуживание в соответствии с разовых информационных запросов потребителей, связанных с предоставлением справки и других библиографических услуг. Разовый информационный поиск удовлетворяется конкретными документами или информацией о них в виде библиографических записей. Активной лицом в этом процессе является потребитель информации. Ответ может быть предоставлен в виде справки, консультации или отказа.
Согласно ГОСТ справочно-библиографическое обслуживание определяется как «библиографическое обслуживание в соответствии с разовыми запросами потребителей информации». Такие запросы могут носить самый различный характер: начиная от сведений фактографического и тематического характера, наличия и местонахождения запрашиваемых документов и кончая предоставлением самого документа или его копии.
Наиболее широко распространенной формой ответа на запрос является библиографическая справка. Отсюда и само название рассматриваемого вида библиографического обслуживания. Один из видов справочно-библиографического обслуживания (СБО) является «библиографическая консультация», когда в ответ на разовый запрос даются советы по самостоятельному использованию путей и средств библиографического поиска. Пользователь проявляет большую активность, приобретает опыт библиографической работы и информационной грамотности.
библиографическое информирование - это систематическое обеспечение потребителей библиографической информации в соответствии с их длительных или постоянных запросов или без запросов в соответствии с потребностями. В этом случае активной стороной является сам библиограф, который может проводить собеседования, анкетирования или организовывать информирование, ориентируясь на существование известных или ожидаемых информационных потребностей. Библиограф обязан выполнять информирования с определённой периодичностью. Библиографическое информирование может быть индивидуальным, групповым, массовым.
Рекомендательное библиографическое обслуживание — это применение рекомендательной библиографии в работе с читателем для их самосознания и развития. Активной стороной является библиотека отдела обслуживания читателя.

## Виртуальное информационно-библиографического обслуживание
Формы виртуального информационно-библиографического обслуживания уже давно не являются чем-то новым для сотрудников информационно-библиографических служб, в той или иной степени они представлены фактически во всех библиотеках.
Выделяются две формы такого обслуживания:
- синхронное
- асинхронное.

При этом, как правило, тот или иной тип виртуального обслуживания четко относится к одной из этих двух форм — будь то чат с библиографом (синхронная форма) или служба виртуальной справки (асинхронная).
Асинхронная форма более доступна для реализации, так как для неё необязательно наличие какого-либо специализированного программного обеспечения (например, выполнение запросов по электронной почте), а также не требуется непрерывный контроль (достаточно регламентированного мониторинга). Дополнительной — «статичной» формой информационно-библиографического обслуживания пользователей в режиме онлайн можно считать предоставление web-версий каталогов библиотеки, а также набирающие популярность в последние несколько лет так называемые «виртуальные читальные залы», которые предоставляют доступ пользователям к внешним полнотекстовым базам данных, или к собственным оцифрованным полнотекстовым коллекциям библиотек.
В 2005 в мире насчитывалось свыше 80 корпоративных виртуальных служб, которые объединяли библиотеки разного типа и осуществляют виртуальное справочно-библиографическое обслуживание (ВСБО). Наиболее развита подобная форма обслуживания в США. На территории Америки не менее 450 библиотек объединились в более чем 60 виртуальных служб. Для реализации этого процесса используются свыше 30 версий программного обеспечения. По данным американских исследователей, справочно-библиографическое обслуживание такого типа предлагают 45 % университетских и 12,5 % публичных библиотек США.